# 岡田摂蔵
岡田 摂蔵（おかだ せつぞう、生年不明 - 明治9年（1876年）1月17日）は、幕末期の肥後藩士、幕臣、慶應義塾長、海事学者・教育者。

## 経歴
熊本藩に藩士として生まれ、安政6年（1859年）緒方洪庵の適々斉塾（適塾）に入門。のち文久3年（1863年）12月、江戸に出て当時鉄砲洲にあった福澤諭吉の慶應義塾に入り、元治元年（1863年）頃、幕府海軍に出仕した岡本周吉（古川正雄）の後を引き継いで塾長となる。岡田の次の塾長が足立寛。慶応元年（1865年）、外国奉行柴田日向守（貞太郎）が特命理事官としてフランス・イギリスに派遣された際に随行。この一行には、水品楽太郎･冨田達三･塩田三郎･福地源一郎･小花作助などが加わる。翌年帰国後、『航西小記』を著す。パリで実用化されたばかりの点字を日本に初めて紹介したのは本書と考えられている。
帰国後は各地で教育者として活動。明治2年（1869年）4月から2ヶ月岡山藩に滞在し、その子弟の一人であった高山紀斎の慶應義塾入門を斡旋した。また、長崎や熊本藩の洋学所で教官を務めた。明治3年（1870年）7月名村泰蔵などの協力を得て創立した熊本藩の洋学所が廃止されると、上京して海軍省の権秘書官となる。のちに病で帰郷し、明治9年1月17日没。女優の岡田嘉子は孫に当たる。

## 関連文献
- 「航西小記」について お茶の水地理学会
- 肥後実学党と初期の慶應義塾（一） －林正明と岡田攝蔵を中心として